# USA Hockey
USA Hockey ist der US-amerikanische Eishockey-Verband, welcher sich bis Juni 1991 AHAUS (Amateur Hockey Association of the United States) nannte. Ihm untersteht die US-amerikanische Eishockeynationalmannschaft sowie das USA Hockey National Team Development Program. Als einziger Mitgliedsverband der IIHF neben Hockey Canada hat USA Hockey ein eigenes Regelbuch. Unter beiden Verbänden wird zum Beispiel meist auf kleineren Eisflächen als in Europa gespielt. 
Die Amateur Hockey Association of the United States (AHAUS) wurde am 29. Oktober 1937 in New York City von Tommy Lockhart gegründet. Zum Zeitpunkt seiner Gründung stand sein Verband in Konkurrenz zur Amateur Athletic Union, die die USA ab 1920 bei der damaligen  Ligue Internationale de Hockey sur Glace (heute IIHF) vertreten hatte. Im März 1947 wurde USA Hockey anstelle der AAU Mitglied bei der IIHF und ist seither ständiges Mitglied der Föderation. Außerdem vertritt USA Hockey die Belange des Eishockeysports und seit 1994 auch des Inlinehockeysports im Nationalen Olympischen Komitee der USA. In der Saison 2022/23 waren über 646.237 Eishockeyspieler, Trainer und Offizielle in den USA registriert. Sitz des Verbandes ist Colorado Springs im Bundesstaat Colorado. Dieser ist in zwölf Regionen unterteilt (Atlantic, Central, Massachusetts, Michigan, Mid-American, Minnesota, New England, New York, Northern Plains, Pacific, Rocky Mountain, Southeastern). In einigen Programm-Punkten wird auch noch die Region Alaska separiert.